# Артель старателей «Полярная»
Артель старателей «Полярная» — золотодобывающее предприятие, находящееся на Крайнем Севере, на территории Иультинского района Чукотского автономного округа.

## История
Артель образована в 1976 году при Полярнинском горно-обогатительном комбинате для отработки бедных и забалансовых россыпей. В 1979 году в её состав вошли ещё 3 небольших артели.

## Производственная деятельность
Предприятие разрабатывает золотоносные россыпи Рывеемского, Пильхинкуульского и Куветского месторождений. Добыча ведется открытым способом. Практикуется вахтовый метод работы.
В последние годы объём добычи снижается, если в 2005 году предприятием было произведено 987 кг золота, то в 2009 — только 243 кг.
За всё время существования артели было добыто ок. 30 тонн драгметалла.

## Производственная инфраструктура
Производственная база находится в посёлке Полярный. В состав артели входит транспортные и ремонтные цеха, высоковольтная ЛЭП Полярный — Кувет, подсобное хозяйство. Для обеспечения собственных потребностей в энергоресурсах артель разрабатывала месторождение каменного угля Дальнее.
Имеется представительство в Москве.